# Bewi ASA
Bewi ASA er en international norsk producent af emballage og isolering i polystyren. Virksomheden blev etableret på øen Frøya i 1980. Bewi ejer rettighederne til brugen af varemærket Flamingo. Omsætningen var i 2023 på ca. 11 mia. norske kroner.